# Hakim Sahabo
Hakim Sahabo, né le 16 juin 2005 à Bruxelles, est un footballeur international rwandais, d'origine belge, qui joue au poste de milieu de terrain au Standard de Liège.

## Biographie

### En club

#### Équipes de jeunes
Hakim Sahabo transite par différents centres de formation dans son pays natal (Beerschot AC, Racing Genk, Standard de Liège, Sporting Anderlecht et KV Malines) avant de mettre le cap sur la France, où il joue avec la réserve du LOSC dès la saison 2021-2022,. Il s'illustre également avec les moins de 19 ans du club, notamment en Coupe Gambardella,,. 

#### Standard de Liège
En juillet 2023, Sahabo retourne au Standard de Liège. Il y évolue tout d'abord avec les moins de 23 ans, le SL16 FC, en deuxième division nationale. En janvier 2024, il participe au stage d'hiver du noyau A à Marbella où il donne satisfaction au nouveau coach Ivan Leko, à tel point qu'il entame le match de reprise quelques jours plus tard contre le KV Courtrai. S'il ne peut empêcher la défaite de ses couleurs, il est crédité d'une bonne prestation.
En manque de temps de jeu, il est prêté lors du mercato hivernal au Beerschot VA jusqu'au terme de la saison 2024-2025.

### En sélections nationales
L'équipe senior du Rwanda convoque Hakim Sahabo pour la première fois alors qu'il n'a que dix-sept ans. Il débute avec les Amavubi le 17 novembre 2022 lors d'un amical contre le Soudan (victoire 1-0) pour lequel il est directement titularisé ,.

## Statistiques

### En club
| Saison                | Club                  | Championnat           | Championnat | Championnat | Championnat | Coupe(s) nationale(s) | Coupe(s) nationale(s) | Coupe(s) nationale(s) | Autres compétitions | Autres compétitions | Autres compétitions | Autres compétitions | Total | Total | Total |
| Saison                | Club                  | Division              | M.          | B.          | P.d.        | M.                    | B.                    | P.d.                  | Comp.               | M.                  | B.                  | P.d.                | M.    | B.    | P.d.  |
| 2021-2022             | LOSC Lille rés.       | National 3            | 7           | 0           | 0           | -                     | -                     | -                     | -                   | -                   | -                   | -                   | 7     | 0     | 0     |
| 2023-2024             | SL16 FC               | Division 1B           | 14          | 0           | 2           | -                     | -                     | -                     | -                   | -                   | -                   | -                   | 14    | 0     | 2     |
| 2024-2025             | SL16 FC               | Nationale 1           | 8           | 0           | 0           | -                     | -                     | -                     | -                   | -                   | -                   | -                   | 8     | 0     | 0     |
| Sous-total            | Sous-total            | Sous-total            | 22          | 0           | 2           | -                     | -                     | -                     | -                   | -                   | -                   | -                   | 22    | 0     | 2     |
| 2023-2024             | Standard de Liège     | Division 1A           | 9           | 0           | 0           | -                     | -                     | -                     | PO2                 | 9                   | 0                   | 0                   | 18    | 0     | 0     |
| 2025-2026             | Standard de Liège     | Division 1A           | 3           | 0           | 0           | -                     | -                     | -                     | -                   | -                   | -                   | -                   | 3     | 0     | 0     |
| Sous-total            | Sous-total            | Sous-total            | 12          | 0           | 0           | -                     | -                     | -                     | -                   | 9                   | 0                   | 0                   | 21    | 0     | 0     |
| 2024-2025             | Beerschot VA (prêt)   | Division 1A           | 9           | 0           | 1           | -                     | -                     | -                     | PO3                 | 6                   | 0                   | 0                   | 15    | 0     | 1     |
| Total sur la carrière | Total sur la carrière | Total sur la carrière | 50          | 0           | 3           | -                     | -                     | -                     | -                   | 15                  | 0                   | 0                   | 65    | 0     | 3     |

### En sélections nationales
| Saison                | Sélection             | Phases finales        | Phases finales | Phases finales | Phases finales | Éliminatoires CDM | Éliminatoires CDM | Éliminatoires CDM | Éliminatoires CAN | Éliminatoires CAN | Éliminatoires CAN | Matchs amicaux | Matchs amicaux | Matchs amicaux | Total | Total | Total |
| Saison                | Sélection             | Compétition           | M              | B              | Pd             | M                 | B                 | Pd                | M                 | B                 | Pd                | M              | B              | Pd             | M     | B     | Pd    |
| --------------------- | --------------------- | --------------------- | -------------- | -------------- | -------------- | ----------------- | ----------------- | ----------------- | ----------------- | ----------------- | ----------------- | -------------- | -------------- | -------------- | ----- | ----- | ----- |
| 2022-2023             | Rwanda                | -                     | -              | -              | -              | -                 | -                 | -                 | 2                 | 0                 | 0                 | 3              | 0              | 0              | 5     | 0     | 0     |
| 2023-2024             | Rwanda                | -                     | -              | -              | -              | 3                 | 0                 | 0                 | -                 | -                 | -                 | 2              | 0              | 0              | 5     | 0     | 0     |
| 2024-2025             | Rwanda                | -                     | -              | -              | -              | 2                 | 0                 | 0                 | -                 | -                 | -                 | -              | -              | -              | 2     | 0     | 0     |
| Total sur la carrière | Total sur la carrière | Total sur la carrière | -              | -              | -              | 5                 | 0                 | 0                 | 2                 | 0                 | 0                 | 5              | 0              | 0              | 12    | 0     | 0     |

### Matchs internationaux
| Matchs internationaux d'Hakim Sahabo, | Matchs internationaux d'Hakim Sahabo, | Matchs internationaux d'Hakim Sahabo,                     | Matchs internationaux d'Hakim Sahabo, | Matchs internationaux d'Hakim Sahabo, | Matchs internationaux d'Hakim Sahabo,   | Matchs internationaux d'Hakim Sahabo, | Matchs internationaux d'Hakim Sahabo,                                        |
| #                                     | Date                                  | Lieu                                                      | Adversaire                            | Résultat                              | Compétition                             | Club                                  | Notes                                                                        |
| ------------------------------------- | ------------------------------------- | --------------------------------------------------------- | ------------------------------------- | ------------------------------------- | --------------------------------------- | ------------------------------------- | ---------------------------------------------------------------------------- |
| 1                                     | 17 novembre 2022                      | Stade Amahoro, Kigali, Rwanda                             | Soudan                                | N 0 - 0                               | Match amical                            | LOSC Lille rés.                       | Entre en jeu à la place de Muhadjiri Hakizimana (en) à la 59e minute de jeu. |
| 2                                     | 19 novembre 2022                      | Stade de Khartoum, Khartoum, Soudan                       | Soudan                                | V 1 - 0                               | Match amical                            | LOSC Lille rés.                       | Titulaire.                                                                   |
| 3                                     | 19 mars 2023                          | Stade de Baher Dar (en), Baher Dar, Éthiopie              | Éthiopie                              | D 0 - 1                               | Match amical                            | LOSC Lille U19                        | Titulaire.                                                                   |
| 4                                     | 22 mars 2023                          | Stade de l’Amitié Général Mathieu Kérékou, Cotonou, Bénin | Bénin                                 | N 1 - 1                               | Éliminatoires de la CAN 2023            | LOSC Lille U19                        | Titulaire, expulsé à la 61e minute de jeu.                                   |
| 5                                     | 18 juin 2023                          | Stade Huye (en), Butare, Rwanda                           | Mozambique                            | D 0 - 2                               | Éliminatoires de la CAN 2023            | LOSC Lille U19                        | Titulaire.                                                                   |
| 6                                     | 15 novembre 2023                      | Stade Huye (en), Butare, Rwanda                           | Zimbabwe                              | N 0 - 0                               | Éliminatoires de la Coupe du monde 2026 | SL16 FC                               | Titulaire, remplacé par Kevin Muhire (en) à la 76e minute de jeu.            |
| 7                                     | 21 novembre 2023                      | Stade Huye (en), Butare, Rwanda                           | Afrique du Sud                        | V 2 - 0                               | Éliminatoires de la Coupe du monde 2026 | SL16 FC                               | Entre en jeu à la place de Kevin Muhire (en) à la 59e minute de jeu.         |
| 8                                     | 22 mars 2024                          | Kianja Barea, Antananarivo, Madagascar                    | Botswana                              | N 0 - 0                               | Match amical                            | Standard de Liège                     | Entre en jeu à la place de Kevin Muhire (en) à la 46e minute de jeu.         |
| 9                                     | 25 mars 2024                          | Kianja Barea, Antananarivo, Madagascar                    | Madagascar                            | V 2 - 0                               | Match amical                            | Standard de Liège                     | Titulaire.                                                                   |
| 10                                    | 6 juin 2024                           | Stade Félix Houphouët-Boigny, Abidjan, Côte d'Ivoire      | Bénin                                 | D 0 - 1                               | Éliminatoires de la Coupe du monde 2026 | Standard de Liège                     | Titulaire, remplacé par Kevin Muhire (en) à la 46e minute de jeu.            |
| 11                                    | 21 mars 2025                          | Stade Amahoro, Kigali, Rwanda                             | Nigeria                               | D 0 - 2                               | Éliminatoires de la Coupe du monde 2026 | Beerschot VA                          | Titulaire, remplacé par Kevin Muhire (en) à la 58e minute de jeu.            |
| 12                                    | 25 mars 2025                          | Stade Amahoro, Kigali, Rwanda                             | Lesotho                               | N 1 - 1                               | Éliminatoires de la Coupe du monde 2026 | Beerschot VA                          | Titulaire, remplacé par Samuel Gueulette à la 77e minute de jeu.             |